# 오가타 켄이치
오가타 켄이치(緒方賢一, 1942년 3월 29일 ~ )는 일본의 남성 성우이다.  일본 후쿠오카현에서 태어났으며 현재 프로덕션 바오밥 소속이다.

## 출연작품

### TV애니메이션
1989년
- 란마 1/2(사오토메 겐마)

1992년
- 원기폭발 간바루가(키리가쿠레 토베에 / 아라키 겐조)

2000년
- 다!다!다! (사이온지 호쇼)

2002년
- 아따맘마(아빠)

2006년
- 스즈미야 하루히의 우울 1기(샤미셴)

2009년
- To LOVE 트러블(교장)

2010년
- 좀 더 To LOVE 트러블(교장)

2013년
- 막부말 의인전 로망

### 극장용 애니메이션
- 동물의 숲(고북)
- 명탐정 코난: 시한장치의 마천루(아가사 히로시)
- 명탐정 코난: 전율의 악보(아가사 히로시)
- 명탐정 코난: 절해의 탐정(아가사 히로시)
- 명탐정 코난: 코난 실종사건 ~사상 최악의 이틀~(아가사 히로시)
- 명탐정 코난: 화염의 해바라기(아가사 히로시)
- 명탐정 코난 에피소드 “원” 작아진 명탐정(아가사 히로시)
- 명탐정 코난: 진홍의 연가(아가사 히로시)
- 명탐정 코난: 100만 달러의 오릉성(아가사 히로시)
- 명탐정 코난: 할로윈의 신부(아가사 히로시)

### OVA
- 록맨 OVA(와일리 박사)